# (26089) 1985 QN2
1985 كيو أن 2 (ويعرف أيضًا باسم (26089) 1985 كيو أن 2 وفق تسمية الكوكب الصغير) (بالإنجليزية: 1985 QN2)‏ هو كويكب ضمن حزام الكويكبات؛ وترتيبه 26089 من حيث الاكتشاف.
اكتُشف هذا الجُرم الفلكي بواسطة اليانور إف. هيلين في 17 أغسطس 1985.

## وصلات خارجية
- (26089) 1985 QN2 في قاعدة بيانات مختبر الدفع النفاث لأجرام النظام الشمسي الصغيرة

- الاكتشاف · مخطط المدار ·  العناصر المدارية · المعلمات المادية

- (26089) 1985 QN2 على موقع ويكي سكاي: DSS2, SDSS, GALEX, IRAS, Hydrogen α, X-Ray, Astrophoto, Sky Map, Articles and images